# Ancy-le-Franc
Ancy-le-Franc è un comune francese di 1 035 abitanti situato nel dipartimento della Yonne nella regione della Borgogna-Franca Contea.
Qui si trova il Castello di Ancy-le-Franc, in stile rinascimentale.

## Società

### Evoluzione demografica
Abitanti censiti